# Tasta Meniu

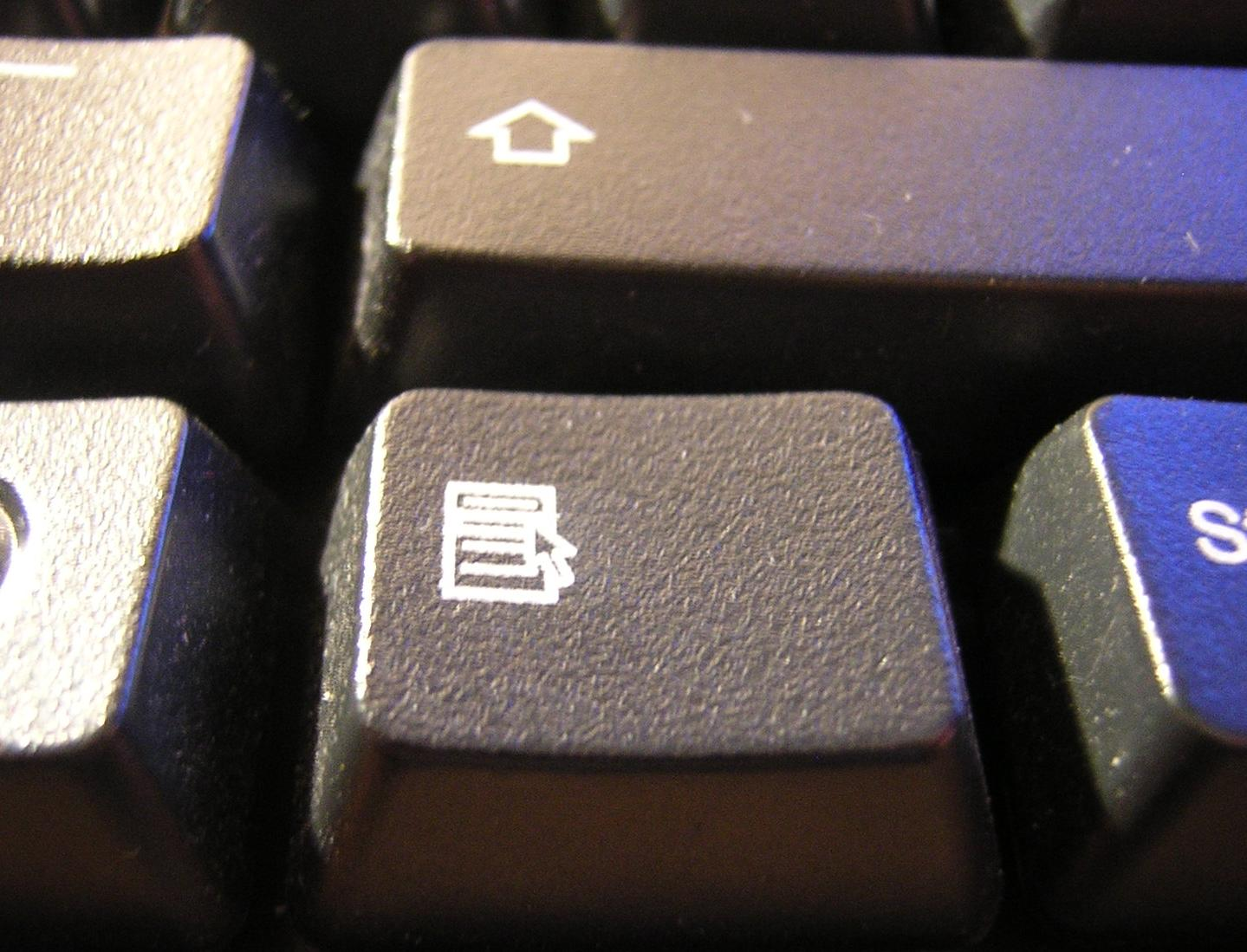
Tasta Meniu

În tastaturi de calculatoare, tasta de meniu sau tasta de aplicație (≣ Menu) este o tastă care se găsește pe tastaturile orientate spre Microsoft Windows, introdusă în același timp cu tasta cu logo-ul Windows. Simbolul său este de obicei o pictogramă mică care înfățișează un cursor care se află deasupra unui meniu și se găsește de obicei în partea dreaptă a tastaturii, între tasta Windows din dreapta și tasta Control din dreapta (sau între tasta Alt din dreapta și tasta Control din dreapta). În timp ce tasta Windows este prezentă pe marea majoritate a tastaturilor destinate utilizării cu sistemul de operare Windows, tasta de meniu este frecvent omisă în interesul spațiului, în special pe tastaturile portabile și laptop-uri.
Funcția principală a tastei este de a lansa un meniu contextual ca cel care îl vezi când apeși clic dreapta. Poate fi folosit atunci când butonul clic dreapta nu este prezent pe un mouse.
Unele terminale publice Windows nu au o tastă de Meniu pe tastatură pentru a împiedica utilizatorii să facă clic dreapta; cu toate acestea, în multe aplicații Windows, o funcționalitate similară poate fi invocată cu comanda rapidă de la tastatură ⇧ Shift+F10 sau ^ Ctrl+⇧ Shift+F10.
Unele computere laptop includ o funcție de meniu pe tasta fn (operată de obicei prin tastarea ⇧ Shift+Fn), cu toate acestea, aceasta invocă în general funcții încorporate în software-ul furnizorului și nu este aceeași cu tasta descrisă mai sus. De exemplu, tastatura iluminată Logitech are o tastă Fn unde se găsește de obicei tasta de meniu. Apăsând Fn împreună cu tasta Print screen (deasupra tastei insert), produce funcția tastei Meniu.
Programatorii care folosesc API-ul Windows pot intercepta această cheie căutând un mesaj WM_KEYDOWN cu wParam VK_APPS (definit ca 0x5D în winuser.h). Are codul cheie 93 (VK_APPS 0x5D.)
Dispozitivele Android aveau anterior butoane fizice de meniu, dar odată cu lansarea Android Honeycomb, acest lucru a fost retras în favoarea unui buton pe ecran.